# 크리스탈 카슨

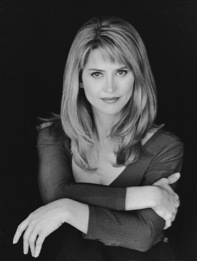

크리스탈 카슨(Crystal Carson, 1962년 6월 24일 ~ )은 미국의 배우, 텔레비전 배우, 영화배우이다.

## 영화
- 토마토 대소동 3 (1990년)
- 보복의 카르텔 (1990년)
- 화려한 유혹 (1987년)
- 달라스 (1978년)